# 可汗·哈沙·賓世德
可汗·哈沙·賓世德（1960年4月1日—）是一名退役的巴基斯坦海軍上將，曾任巴基斯坦海軍副總參謀長等職，現任巴國駐沙特大使。

## 簡介
賓世德于1960年4月1日出生于巴基斯坦信德省卡拉奇。 在进入佩塔罗学员学院之前，他最初在巴基斯坦旁遮普省萨尔戈达的PAF公立学校接受教育。 他毕业于巴基斯坦信德省詹姆肖罗的佩塔罗学员学院，1977年加入海军。隨後他去了英国，加入了不列颠皇家海军学院，在那里他接受了军事训练，并回到巴基斯坦海军学院，在那里，他以优异的成绩毕业，被授予荣誉剑，被授予最佳全能毕业生。
1980年回到巴基斯坦后，賓世德在海军作战处获得了海军中尉的职位，曾任巴基斯坦海軍“北斗”號驅逐艦(PNS Badr DDG-161)艦長，后来晋升为第25驱逐舰中队的中队作战官。
他就读于国防大学，在那里他获得了联合战争硕士学位，M.Phil获得了国家安全硕士学位，后来在同样位于伊斯兰堡的Quaid-i-Azam大学获得了战争研究硕士学位。 同時期他毕业于美国加利福尼亚州蒙特利的海军研究生院，毕业时获得了理学硕士学位。运筹学专业。
在他的海军生涯中，他享受了卓越的职业生涯，获得了丰富的指挥和参谋任命经验。作为指挥官，他在2001-02年间担任塔里克级驱逐舰“沙·贾汗”號(PNS Shah Jahan D-186)的艦長，并在海军NHQ担任特別上尉。 他的一星级任务包括担任海军学院、海军战争学院和伊斯兰堡国防大学国家安全学院的院長。他引起了公众的注意，他在巴林的NAVCENT总部接管了150联合特遣部队的指挥权，作为他的指挥任务，这对2007年打击海上安全和反恐至关重要。2008年任滿。2009年，他被升為海軍二星上將。2010年离开CTF-15后，賓世德将在海军NHQ担任海军行政司令部司令和作戰司令部司令。
2013年，賓世德以巴基斯坦舰队司令(Compak)的身份接管海军舰队，担任舰队指挥官，负责整个舰队。 他一直担任这一关键任务，直到2014年，他以三星级晋升担任国防司令部(项目)一职；他将这一职位留给了扎法·马合木·阿巴斯上将。
2014年，賓世德中将和阿巴斯中将和S·A·侯赛尼中将一起角逐被任命为四星级海军上将，并以海军参谋长的身份接管海军。然而，海军中级别最高的海军上将穆罕默德·扎考拉被提升为四星上将，賓世德被任命为海军副总参谋长。 
作为海军副参谋长，他在强调巴基斯坦海军陆战队作为一支有效部队的作用方面发挥了关键作用，最终，巴基斯坦海軍司令部在该国建立了第一座巴基斯坦海军陆战队基地。
2017年4月2日，巴基斯坦外交部任命他为驻沙特大使。 他被认为是海军中第三位被任命为驻沙特阿拉伯特使的海军上将，其他人是2002年至2005年负责外交任务的阿卜杜勒·阿齊茲·米爾扎上将，紧随其后的是沙希·卡里穆拉上将（2005年至2009年）。在抵达沙特阿拉伯之前，他与时任巴基斯坦内政部长尼扎·阿里·汗举行了会晤。
2017年6月5日，賓世德向伊斯兰合作组织秘书长奥泰明递交外交国书，开始在利雅得执行外交任务。